# 住吉会
住吉会（すみよしかい）は、東京都新宿区新宿に総本部を置く博徒系指定暴力団。
勢力範囲は1都1道1府14県、構成員は2,200人で準構成員等を含めると約3,500人（2023年末時点）。六代目山口組、神戸山口組、絆會、池田組、稲川会とともに公安委員会から主要団体等として位置づけられている。
米国政府より、薬物や武器の密輸・人身売買等の犯罪に関与する国際犯罪組織と認定されている。

## 概要
住吉一家を中心とし、主に東日本に勢力を有する博徒・的屋の連合組織である。歴代の住吉一家総長を重んじる組織である。

## 来歴

### 結成
幕末から明治初期、「住吉町の旦那」と呼ばれた伊東松五郎（弘化3年1月28日 - 大正9年10月25日、伊東与兵衛の子）が五十嵐徳次郎の跡目を継ぎ、東京芝浦一帯で結成した博徒「住吉一家」を前身としている。一家の名称は伊東松五郎が東京日本橋住吉町出身（現在の人形町）であることからつけられた。
その後、横浜の沖仲仕であった倉持直吉が1918年（大正7年）頃に東京都内を本拠地として「住吉一家二代目」を結成。これを直接の起源とする。以後「港会」「住吉会」「住吉連合」「住吉連合会」と順次改称、1991年（平成3年）に再び「住吉会」へと名を変えた。

### 港会
1958年（昭和33年）住吉一家三代目総長・阿部重作が住吉一家を中心として、関東の博徒・的屋・愚連隊28団体の連合を幸平一家の稲毛十蔵に依頼し「港会」（みなとかい）を結成。その会長には幸平一家十代目総長・青田富太郎を据えた。

### 住吉会（旧）
1962年（昭和37年）阿部重作が引退。磧上義光が住吉一家四代目を継承し港会会長に就いた。その後、磧上義光は、港会を「住吉会」と改称した。
1963年（昭和38年）12月、住吉会は、松葉会、錦政会、日本国粋会、義人党、東声会、北星会と共に、児玉誉士夫の提唱する関東会に参加。
1964年（昭和39年）3月、警察庁が住吉会を広域10大暴力団に指定。他に対象となったのは山口組、本多会、柳川組、錦政会、松葉会、日本国粋会、東声会、日本義人党、北星会であった。同年6月には、関東会定例総会において、住吉会会長・磧上義光が関東会の二代目理事長に就任。警察の第一次頂上作戦により磧上義光が逮捕されたことから、翌年の解散につながった。広域暴力団に指定された10団体のうち最初のトップの逮捕であった。1965年（昭和40年）1月、関東会は解散し、同年5月に住吉会は解散した。

### 住吉連合・住吉連合会
1967年（昭和42年）、堀政夫が住吉一家五代目を継承すると共に、解散した住吉会を引寄せ「住吉連合」を結成し代表に就任。
1972年（昭和47年）には、稲川会、國粹会、東亜会、交和会、義人党、松葉会、二率会、双愛会とともに、博徒系暴力団の親睦団体・関東二十日会を結成。
1982年（昭和57年）、堀政夫が組織を刷新し、組織名を「住吉連合会」に改め会長に就任。この時期には極東会を相手取ったいわゆる“池袋抗争”が発生し、その過程で傘下幸平一家系の組員が警察官を誤射したことから社会的な非難を集める。さらにそこから九州の道仁会との抗争が突発的に発生し、首都圏に置く拠点の大半を同会に急襲されかけるという危機に見舞われるも、まさに間一髪というところで平和的な解決が実現するに至っている（いわゆる“池田会事件”）。
1988年（昭和63年）、堀政夫が住吉連合会日野一家四代目・川口喨史に住吉連合会会長を譲り、自身は総裁に就いた。

### 住吉会
1991年（平成3年）2月、 住吉連合会向後二代目・西口茂男が住吉連合会会長に就任した後に住吉一家六代目を継承。同年のうちに西口茂男が住吉連合会の各一家親分との親子血縁盃を行い、組織名を「住吉会」と改称した。
1992年（平成4年）、暴力団対策法が施行され住吉会は山口組や稲川会ともに指定第1号となった。
1998年（平成10年）6月、西口茂男は住吉一家六代目総長のまま、住吉会理事長で住吉一家小林会二代目会長の 福田晴瞭に住吉会会長を継承させた。
2002年（平成14年) 1月、西口茂男が住吉会総裁に就任。
2005年（平成17年）4月、福田晴瞭は西口茂男の指名により住吉一家七代目を継承した。これに際し盃直しは行われなかった。またこれまで傘下のほとんどの団体の名称は「住吉会○○一家」であったが「住吉会住吉一家○○」と改めた（幸平一家などの一部の団体はこれまで通り一家を冠した）。
2012年（平成24年）9月27日、米財務省は住吉会（Sumiyoshi-kai）を国外の著しい犯罪組織とその支持者であるとして、国際緊急経済権限法・大統領令13581号に基づき、米国司法権の及ぶ範囲の資産凍結、米国民との取引禁止させる制裁対象とした。
2014年（平成26年）4月、福田晴瞭が会長職を退き、住吉会会長代行で住吉一家共和六代目・関功が会長に就いた。また、これまで一部を除いた傘下組織の名称を「住吉一家○○」としてきたが、住吉一家を外し旧来の家名とすることが決定された。2015年3月および10月に直系組織の代目承継を実施した。
加えて、関功から63名が舎弟、22名が子の盃を受けている。
2017年（平成29年）9月、西口茂男が死去した。
2021年（令和3年）4月、関功が会長を退いて代表に就任。後任の会長には小川修司が就任。
2022年（令和4年）5月31日に代表である関功が死去したことが判明した。
2023年9月、会長の小川修司を兄・親とする盃式が開催された。
また同年11月、東京都公安委員会より、東京都港区の事務所に代わって東京都新宿区所在の施設が主たる事務所である旨が公示された。
この事務所については、近隣住民らが暴力団追放運動推進都民センターを通じて使用差し止めを求める仮処分申請が行なわれ、2024年7月18日、東京地方裁判所はこれを認めたことから、再移転を余儀なくされた。

## 他団体関係
住吉会は六代目山口組との組織ぐるみの縁を持たない唯一の本州の団体で、六代目山口組とは数々の抗争事件を引き起こしてきたが、司忍組長が出所した2011年には山口組と和解し組織間での接触が始まったとみられる。
六代目山口組から神戸山口組が分裂した後の2015年9月に住吉会会長の関功をはじめとする最高幹部ら十数人らが山口組総本部を訪問、司忍と会談している。住吉会は山口組が友好関係を結んでいる「親戚団体」とは異なり、これまで山口組とは一定の距離を置いていると見られていたため、こうした幹部らの集団訪問は異例となる。

### 親戚団体
- 五代目工藤會
- 極東会
- 松葉会
- 二代目松浦組

## 住吉会歴代首領
- 初代 - 伊東松五郎
- 二代目 - 倉持直吉
- 三代目 - 阿部重作
- 四代目 - 磧上義光
- 五代目 - 堀政夫
- 六代目 - 西口茂男
- 七代目 - 福田晴瞭
- 八代目 - 関功
- 九代目 - 小川修[16]

## 組織
- 会　長 - 小川修司 (小川修)

### 最高幹部
- 会長代行 - 小阪聡（十三代目幸平一家幹事長補佐・加藤連合会会長）
- 理事長 - 山口徹（十代目武州前川一家総長）
- 幹事長 -  高橋勝郎（二代目西和一家総長）
- 本部長 - 洗 亨（四代目親和会会長）
- 総務長 - 近藤耀靖（東京共和会二代目会長)

### 執行部
- 組織委員長 - 藤生一男（九代目大前田一家総長）
- 諮問委員長 - 水戸龍哉（九代目西海家総長）
- 統括委員長 - 相良福一（三代目小林会会長代行）
- 懲罰委員長 - 大多和賢治（八代目共和一家総長）
- 渉外委員長 - 入里林一（十三代目幸平一家幹事長・幸友会会長）
- 運営委員長 -  金 亨東(十三代目幸平一家幹事長補佐・義勇会会長）
- 総務委員長 - 津波宏志（向後睦会会長）
- 慶弔委員長 - 稲垣 学（七代目馬橋一家理事長・稲垣睦会会長）
- 風紀委員長 - 時田康雄（六代目川越平塚一家総長）

### 委員長補佐
- 議長 - 亀井康雄（四代目親和会本部長・三代目栃木一家総長）
- 時田雅章（四代目中村会会長）
- 委員長補佐 - 福田孝夫（丸唐会渉外委員長・二代目國分睦）
- 明南秀（八代目滝野川一家総長代行・南秀会会長）
- 高瀬輝明（七代目領家一家総長）
- 河本正宝（初代四軒寺一家総長代行・河本興業組長）
- 上崎将貴（二代目十二社一家総長）
- 山川光則 （四代目稲毛一家総長）
- 金子君生（三代目村田会会長）
- 松本 武（向後睦会代行・松本組組長）
- 堺 俊二（十三代目幸平一家事務局長・堺組組長）
- 小島大作（七代目馬橋一家本部長・柏靖会会長代行・小島組組長）
- 山田 孝（丸唐会会長・六代目平一家総長）
- 岩田光芳（九代目三角一家総長）
- 松戸一郎（三代目大日本興行会長）

### 会長室室長
- 鈴木義治（鈴木組組長）

### 事務局長
- 松山博文(二代目野口会会長）

### 会長秘書
- 菊池紘一(浅草五代目高橋組組長)

### 会長付
- 鎌田俊昭（四代目中村会会長代行・上野稲荷町香山二代目組長）
- 土屋研二（十三代目幸平一家執行部・加藤連合会本部長・聡仁組組長）

### 地区統括長
- 北海道地区統括長 - 高井良信（二代目勇心会理事長）
- 東北地区統括長 - 小野 睦（二代目西和一家理事長・六代目阿部組組長）
- 北関東地区統括長 - 稲葉和三（四代目親和会本部長・山越一家八代目総長）
- 東関東地区統括長 - 小倉昌明（八代目共和一家本部長）
- 埼玉地区統括長 - 福地善人（九代目大前田一家総長代行・駒形六代目）
- 東京城北地区統括長 - 小林雄二郎（青田会理事長・六代目鼈甲家一家総長）
- 東京城東地区統括長 - 上田明（三代目小林会幹事長・上田組組長）
- 東京西南地区統括長 - 若林大介（向後睦会幹事長・若林組組長）

### 特別常任相談役
- 小倉正治（五代目深川江島一家総長）
- 長久保征夫（三代目青田会会長・初代府中一家総長）
- 永井 實（六代目中里一家総長）

### 常任相談役
- 太田健真（七代目波木一家総長）
- 村田吉弘（初代四軒寺一家総長）
- 杉野良一（青心会会長）
- 太田義明（向後睦会常任顧問）
- 清水政男（三代目広川会会長）
- 内山文男（丸唐会会長相談役・六代目大塚一家総長）
- 栗原忠男（八代目滝野川一家総長）
- 佐藤鉄栄（十三代目幸平一家総長舎弟・佐藤睦会会長）
- 関 秀夫（四代目牧友睦会会長）
- 梅村昌孝（九代目西海家特別顧問・四代目早坂会会長）
- 並木 實（九代目圡支田一家総長）
- 中野 勉（六代目奥州山口一家総長）
- 高橋房一（七代目富田一家総長）
- 大内秀次（丸唐会特別相談役・小名一家五代目）
- 篠原賢次（丸唐会特別相談役・神谷一家四代目）
- 寺崎雄三（東京共和会二代目最高相談役）
- 渡邊詔八（二代目西和一家総長代行・錦戸会六代目会長）
- 粉川 彰（飯倉睦会会長）
- 金子 博（七代目馬橋一家総長補佐・柏靖会会長）
- 岸 勉（三代目大日本興行最高顧問・山川一家二代目総長）
- 遠山武志（六代目鶴川一家総長）
- 桑子利雄（四代目親和会会長代行・十二代目須永一家総長）
- 渡邉孝夫（四代目親和会特別相談役・大島一家十代目総長）
- 渡辺幸雄（四代目親和会理事長補佐・泉一家八代目総長）
- 山野井保夫（四代目親和会理事長補佐・武士一家八代目総長）
- 大友良二（十代目武蔵屋一家理事長・小千鳥組組長）
- 大野吉英（九代目家根弥一家総長）
- 高山國男（四代目野田一家総長）
- 高沢哲夫（七代目日野一家総長）
- 藤本政弘（十三代目幸平一家理事長・二代目大昇會会長）
- 大里雅美（七代目馬橋一家幹事長・総州会会長）
- 吉田鷹男（二代目福中一家総長）
- 北見良平（九代目圡支田一家総長代行）
- 渡邉英雄（四代目花田会会長補佐）

### 会長補佐
- 金井豊光（七代目音羽一家総長）
- 柴田智生（三代目沼澤会会長）
- 細貝峰秀（七代目平塚一家総長代行）
- 土谷富男（九代目西海家渉外委員長・武田会五代目会長）
- 齋藤 治（四代目親和会理事長・勘助一家十三代目総長）
- 斎藤貞夫（四代目親和会総本部事務局長・八代目田野一家総長）
- 篠田重正（四代目親和会理事長補佐・八代目下馬木一家総長）
- 大塚 尚（四代目親和会理事長補佐・四代目光京家一家総長）
- 樺山 猛（四代目親和会会長補佐・四代目栃木一家総長代行・樺山組組長）
- 斉藤行夫（青田会幹事長・十一代目泉水一家総長）
- 吉川秀男（八代目京王会幹事長）
- 上野宣彦（二代目野口会理事長）
- 石井康祐（八代目共和一家代行）
- 浅見 明（七代目馬橋一家総局長・浅見組組長）
- 宮部大治（七代目馬橋一家執行委員長・大道興業組長）
- 渡辺 武（八代目共和一家理事長）
- 根本隆男（八代目共和一家幹事長）
- 児玉信夫（七代目波木一家総長補佐）
- 都丸 弘（六代目中里一家理事長・都丸組組長）
- 柳川昭隆（初代四軒寺一家総長補佐・柳川組組長）
- 田中辰裕（四代目花田会理事長・田中組組長）

## 関連項目

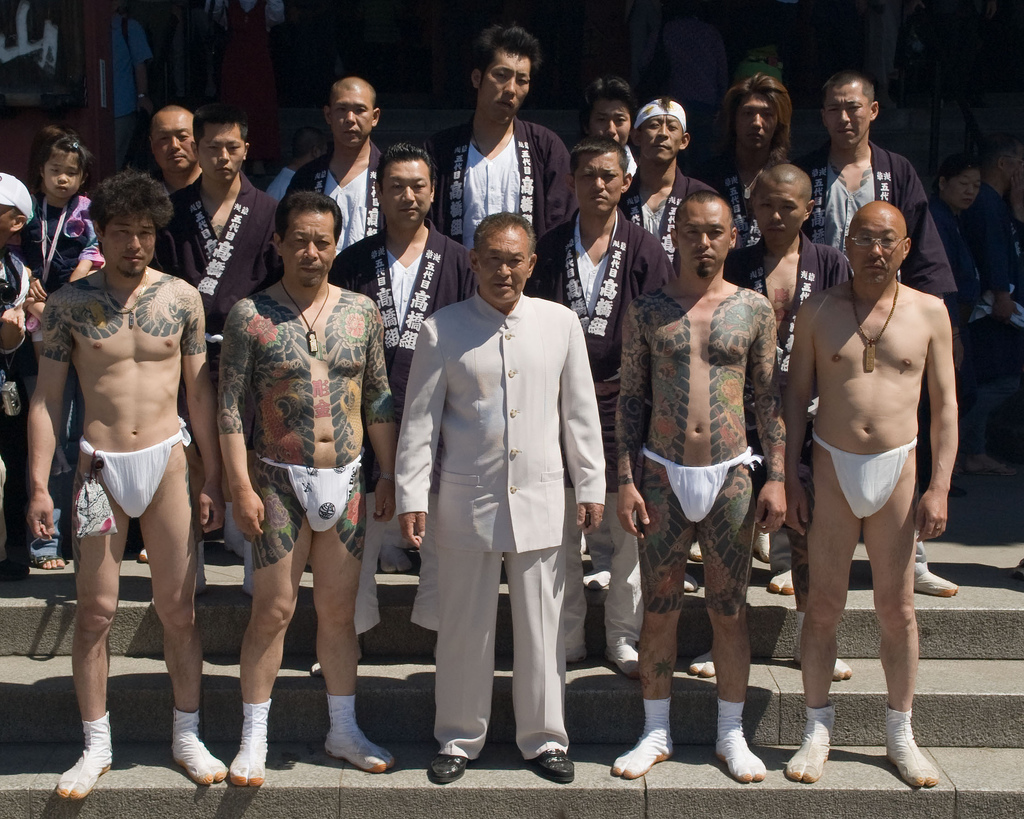
三社祭に参加した5代目浅草高橋組の組員

### 副会長
- 小山昭雄（十代目武蔵屋一家幹事長）
- 大橋時男（十代目武蔵屋一家総本部長）
- 大和田孝義（十三代目幸平一家本部長）
- 斉藤順平（十三代目幸平一家幹事長補佐）
- 山口和人（十三代目幸平一家幹事長補佐）
- 木本在成（十三代目幸平一家幹事長補佐）
- 安藤 博（十三代目幸平一家執行部）
- 木村一夫（十三代目幸平一家執行部）
- 葛城幸男（十三代目幸平一家執行部）
- 杉田 保（十三代目幸平一家執行部）
- 伊藤 僑（六代目中里一家総長補佐）
- 丸山昌二（六代目中里一家本部長）
- 林 誠命（六代目中里一家事務長）
- 伴 昇（四代目親和会理事長補佐）
- 曲山憲一（四代目親和会理事長補佐）
- 菊地孝人（四代目親和会幹部）
- 大塚隆生（四代目親和会幹部）
- 柳田政弘（四代目親和会幹部）
- 菊地真一（四代目親和会幹部）
- 須賀祥行（四代目親和会幹部）
- 船山健一（四代目親和会幹部）
- 手塚保幸（四代目親和会会長付責任者）
- 浜崎利昭（四代目親和会会長補佐）
- 沼尾 清（四代目親和会会長付）
- 柴田光男（四代目親和会会長付）
- 村松義道（四代目親和会常任相談役）
- 森田芳明（四代目親和会常任相談役）
- 深沢典之（四代目親和会常任相談役）
- 鈴木達雄（四代目親和会常任相談役）
- 加藤勝年（九代目西海家常任相談役）
- 芳賀 勲（九代目西海家総長代行）
- 山田孝二（九代目西海家）
- 矢野靖之（九代目西海家幹事長）
- 最上孝弘（九代目西海家総本部長）
- 我妻 一（九代目西海家渉外委員長）
- 大矢安彦（三代目小林会渉外委員長）
- 新妻 光（丸唐会理事長）
- 藤村芳文（二代目西和一家総長代行）
- 遠藤秀男（二代目西和一家総本部長）
- 石崎洋幸 (二代目西和一家幹事長）
- 武川 旭（二代目野口会総本部長）
- 齋藤忠久（青田会本部長）
- 畠山茂治（青田会組織委員長）
- 渡邉栄治（青田会渉外委員長）
- 遠矢裕之（青田会慶弔委員長）
- 柳川徹雄（初代四軒寺一家理事長）
- 森川恭行（八代目滝野川一家事務局長）
- 福田真武（八代目滝野川一家懲罰委員長）
- 古橋徹哉（八代目滝野川一家事務長）
- 中山真助（八代目滝野川一家渉外委員長）
- 奥山孝史（九代目圡支田一家本部長）
- 荒牧秀樹（七代目音羽一家総長代行）
- 磯貝良行（三代目沼澤会最高顧問）
- 成田兼也（三代目沼澤会会長代行）
- 松田康雄（三代目沼澤会理事長）
- 安塚恭和（三代目沼澤会幹事長）
- 石野直輝（三代目沼澤会総本部長）
- 直井哲也（三代目沼澤会組織委員長）
- 黒岩一輝（六代目川越平塚一家理事長）
- 敦賀英明（七代目馬橋一家懲罰委員長）
- 浅野泰三（七代目馬橋一家渉外委員長）
- 古永 茂（七代目馬橋一家執行委員長）
- 飯高孝一郎（七代目馬橋一家慶弔委員長）
- 葛西一能（七代目馬橋一家風紀委員長）
- 斉藤裕司（七代目馬橋一家執行委員長）
- 横島和昭（七代目馬橋一家運営委員長）
- 関根 悟（七代目馬橋一家事務局長）
- 谷川健三（七代目領家一家舎弟頭）
- 鈴木義博（鈴木組本部長）
- 鎌川晃男（九代目三角一家総長代行）
- 山本哲也（三代目大日本興行幹事長）
- 齋藤浩気（三代目大日本興行理事長）
- 尾花國廣（三代目稲葉興業会会長）
- 小山 博（二代目田中同人会会長）
- 高橋昭憲（東京共和会二代目理事長）
- 中村太士（東京共和会二代目総本部長）
- 鈴木喜之（八代目滝野川一家風紀委員長）
- 小高竜次（八代目滝野川一家慶弔委員長）
- 田中政明（田中会会長）
- 杉山不二男（田中会会長補佐）
- 駒野雅之（田中会理事長）
- 田村雅之（田中会本部長）
- 宮本和典（田中会幹事長）
- 土橋博貴（田中会組織委員長）
- 川邉健二（田中会渉外委員長)